# Terrai Bainen
Terrai Bainem (em árabe: ترعى بينان) é uma cidade e comuna localizada na província de Mila, Argélia. Segundo o censo de 2008, a população total da cidade era de 23 299 habitantes.